# Good Luck Charm
Good Luck Charm är en sång skriven av Aaron Schroeder och Wally Gold, och inspelad av Elvis Presley 1961. Inspelningen utgavs på singel 1962. Låten togs inte med på något av Elvis Presleys studioalbum. Första gången den förekom på ett album var på samlingsskivan Elvis' Golden Records Volume 3 1963.

## Listplaceringar
| Lista (1962)   | Position               |
| -------------- | ---------------------- |
| Australien     | 1                      |
| Finland        | 10                     |
| Flandern       | 3                      |
| Kanada         | 1 (CHUM Hit Parade)    |
| Nederländerna  | 1                      |
| Norge          | 1 (VG-lista)           |
| Nya Zeeland    | 1 (Lever Hit Parade)   |
| Storbritannien | 1 (UK Singles Chart)   |
| Sverige        | 1 (Radio Nord Topp 20) |
| Sverige        | 9 (Kvällstoppen)       |
| Sverige        | 1 (Tio i topp)         |
| USA            | 1 (Billboard Hot 100)  |
| Vallonien      | 15                     |
| Västtyskland   | 6                      |

### Fotnoter
1. ↑  https://www.allmusic.com/album/elvis-golden-records-vol-3-mw0000207882
2. ↑  ”Listplacering”. Arkiverad från originalet den 31 juli 2013. https://web.archive.org/web/20130731072733/http://www.worldcharts.co.uk/chartfeatures/aus/aus60.htm. Läst januari 2022.
3. ↑  ”Listplacering”. http://suomenlistalevyt.blogspot.com/2015/08/plu-pre.html. Läst januari 2022.
4. ↑  ”Listplacering”. https://www.ultratop.be/nl///song/3586/Elvis-Presley-Good-Luck-Charm. Läst januari 2022.
5. ↑  ”Listplacering”. http://chumtribute.com/chumtribute-charts-62.html. Läst januari 2022.
6. ↑  ”Listplacering”. https://dutchcharts.nl/showitem.asp?interpret=Elvis+Presley&titel=Good+Luck+Charm&cat=s. Läst januari 2022.
7. ↑  ”Listplacering”. https://norwegiancharts.com/showitem.asp?interpret=Elvis+Presley&titel=Good+Luck+Charm&cat=s. Läst januari 2022.
8. ↑  ”Listplacering”. Arkiverad från originalet den 11 januari 2022. https://web.archive.org/web/20220111194040/http://www.flavourofnz.co.nz/index.php?qpageID=search%20lever&qartistid=38#n_view_location. Läst januari 2022.
9. ↑  ”Elvis Presley Chart History” (på engelska). The Official UK Charts Company. https://www.officialcharts.com/artist/13107/elvis-presley/. Läst januari 2022.
10. ↑  Kotschack, Jan (2009). Stick iväg, Jack! Historien om Radio Nord (1:a uppl.). ISBN 978-91-89136-51-9
11. ↑  Hallberg, Eric (1993). Kvällstoppen i P3 (1:a uppl.). ISBN 91-630-2140-4
12. ↑  Hallberg, Eric (1998). Tio i topp - med de utslagna på försök 1961-74 (1:a uppl.). ISBN 91-972712-5-X
13. ↑  ”Listplacering”. https://www.billboard.com/artist/elvis-presley/chart-history/hsi/. Läst januari 2022.
14. ↑  ”Listplacering”. https://www.ultratop.be/fr///song/3586/Elvis-Presley-Good-Luck-Charm. Läst januari 2022.
15. ↑  ”Listplacering”. http://www.charts-surfer.de/. Läst januari 2022.